# TRAPPIST-1c
TRAPPIST-1c és un planeta extrasolar que forma part d'un sistema planetari format per almenys set planetes. Orbita l'estrella nana ultrafreda denominada TRAPPIST-1 aproximadament a 40 anys llum en la constel·lació d'Aquari. Va ser descobert l'any 2016 pel telescopi TRAPPIST per mitjà de trànsit astronòmic.